# 1981-es Roland Garros
Az 1981-es Roland Garros az év első Grand Slam-tornája, a Roland Garros 80. kiadása volt, amelyet május 25–június 7. között rendeztek Párizsban. Férfiaknál a svéd Björn Borg, nőknél a csehszlovák Hana Mandlíková nyert.

## Döntők

### Férfi egyes
Björn Borg -  Ivan Lendl 6-1, 4-6, 6-2, 3-6, 6-1

### Női egyes
Hana Mandlíková -  Sylvia Hanika 6-2, 6-4

### Férfi páros
Heinz Günthardt /  Taróczy Balázs -  Terry Moor /  Eliot Teltscher 6-2, 7-6, 6-3

### Női páros
Rosalyn Fairbank /  Tayna Harford -  Candy Reynolds /  Paula Smith 6-1, 6-3

### Vegyes páros
Andrea Jaeger /  Jimmy Arias -  Betty Stöve /  Fred McNair, 7-6, 6-4